# Philosepedon interdicta
Philosepedon interdicta är en tvåvingeart som först beskrevs av Dyar 1928.  Philosepedon interdicta ingår i släktet Philosepedon och familjen fjärilsmyggor. Inga underarter finns listade i Catalogue of Life.